# The Detroit Cobras

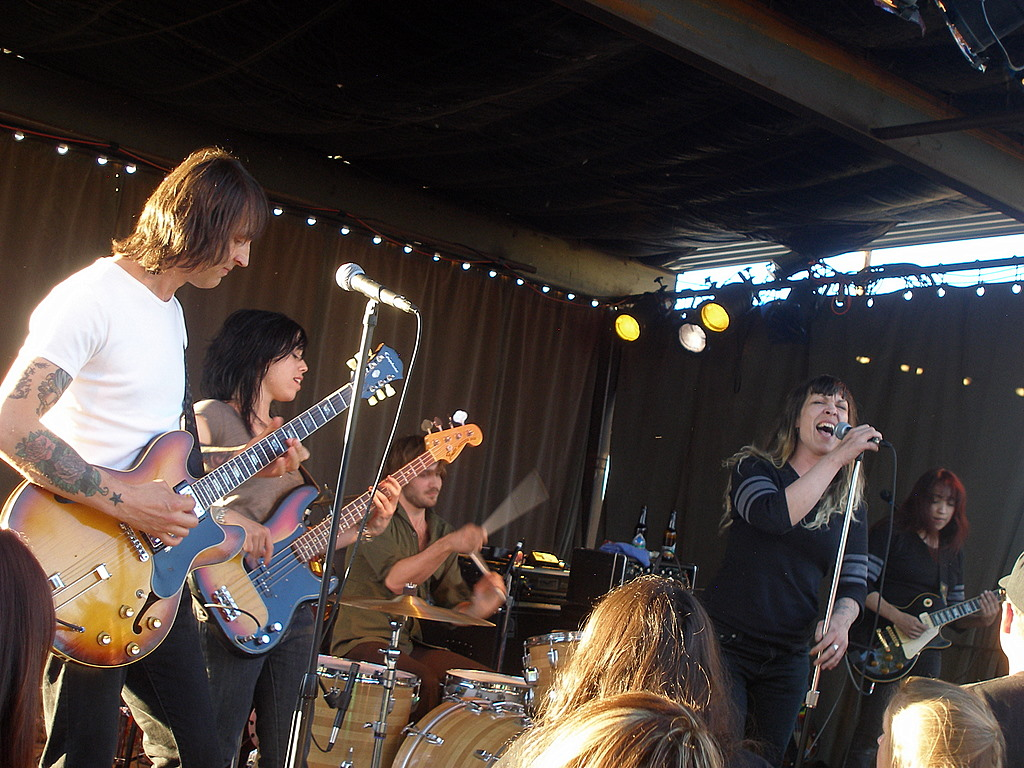
Le groupe Detroit Cobras en 2008.

The Detroit Cobras est un groupe de la scène garage rock de Détroit (Michigan, États-Unis). C'est surtout un groupe de reprises de vieilles chansons mal connues de rhythm and blues ou de rock 'n' roll primitif.

## Discographie
Formé en 1994, le groupe a sorti 5 réalisations majeures :
- 1998 : Mink Rat or Rabbit
- 2001 : Life, Love and Leaving
- 2003 : Seven Easy Pieces
- 2004 : Baby
- 2007 : Tied & True